# Пајнхилс (Масачусетс)
Пајнхилс (енгл. The Pinehills) насељено је место без административног статуса у америчкој савезној држави Масачусетс.

## Демографија
По попису из 2010. године број становника је 955.
| Група             | 2000.    | 2010.       |
| Белци             | 0 (0,0%) | 914 (95,7%) |
| Афроамериканци    | 0 (0,0%) | 8 (0,8%)    |
| Азијати           | 0 (0,0%) | 13 (1,4%)   |
| Хиспаноамериканци | 0 (0,0%) | 15 (1,6%)   |
| Укупно            | 0        | 955         |